# Ophrion major
Ophrion major är en tvåvingeart som först beskrevs av Thompson 1968.  Ophrion major ingår i släktet Ophrion och familjen parasitflugor. Inga underarter finns listade i Catalogue of Life.